# София (Закарпатская область)
София (укр. Софія) — село в Верхнекоропецкой сельской общине Мукачевского района Закарпатской области Украины.
Население по переписи 2001 года составляло 386 человек. Почтовый индекс — 89664. Телефонный код — 3131. Занимает площадь 1,285 км². Код КОАТУУ — 2122783002.